# جبال فرنو
جبال فرنو هي سلسلة جبال تقع في السودان قرب مدينة الفاشر. يبلغ طولها حوالي 100 كيلومتر (62 ميلًا) ومساحتها حوالي 10,000 كيلومتر مربع، ويبلغ أعلى قممها جبل فرنو 2,171 مترًا (7,120 قدمًا).
جبال فرنو هي جزء من جبال النوبة، وهي جزء من جبال البحر الأحمر. تتكون الجبال من صخور جرانيتية، وهي موطن لمجموعة متنوعة من النباتات والحيوانات.

## فرنو
جبال فرنو هي منطقة شعبية للتنزه وركوب الدراجات في فصل الصيف. هناك العديد من القرى والبلدات الصغيرة الواقعة في جبال فرنو، ومن أهمها الفاشر، وعطبرة، وكادوقلي.
أعلى وأهم جبال في سلسلة جبال فرنو:
| الترتيب | الجبل      | الارتفاع (متر) | الارتفاع (ميل) |
| ------- | ---------- | -------------- | -------------- |
| 1       | جبل فرنو   | 2,171          | 7,120          |
| 2       | جبل النوبة | 1,960          | 6,430          |
| 3       | جبل كدوك   | 1,830          | 6,000          |
| 4       | جبل عطبرة  | 1,700          | 5,600          |
| 5       | جبل الفاشر | 1,600          | 5,200          |